# Filippo III di Hanau-Münzenberg
Filippo III di Hanau-Münzenberg (Hanau, 30 novembre 1526 – Hanau, 14 novembre 1561) fu conte di Hanau-Münzenberg.

## Biografia
Filippo III era il figlio secondogenito del conte Filippo II di Hanau-Münzenberg e di sua moglie, Giuliana di Stolberg. Alla morte del padre, egli aveva appena 3 anni e venne chiamato a succedergli con un'apposita commissione di reggenza invocata dalla corte imperiale di Vienna e composta da sua madre Giuliana di Stolberg, Guglielmo I di Nassau-Dillenburg (che poi sposerà la vedova Giuliana), Baldassarre di Hanau-Münzenberg (fratello minore di Filippo II) e Reinardo I di Solms-Lich-Hohensolms (suo prozio). Tale reggenza si concluse solo nel 1552 con la rinuncia formale a questo titolo di sua madre.
Nella sua giovinezza Filippo III compì diversi viaggi insieme al fratello minore Reinhard come quello del 1541 che li portò alle università di Magonza e Ingolstadt. In un viaggio successivo visitò Anversa, Lovanio, Bruxelles, Breda, Strasburgo e poi da lì si recò a Buchsweiler (attuale Bouxwiller), in visita ai suoi parenti della contea di Hanau-Lichtenberg. Da lì passò quindi in Francia dove visitò Orléans per poi recarsi a Brouges ove frequentò l'università locale completando i propri studi.
Quando nel 1552 Filippo III si liberò anche della reggenza della madre, fu in grado di condurre autonomamente le proprie opere di governo.
Nel 1561 egli ampliò i propri domini acquisendo il castello del monastero di Naumburg nel Wetterau oltre alle parrocchie da lui dipendenti come Bruchköbel, Oberissigheim e Kesselstadt.
Egli fece anche completare la fortezza di Hanau iniziata dal padre.

### La politica religiosa e la riforma

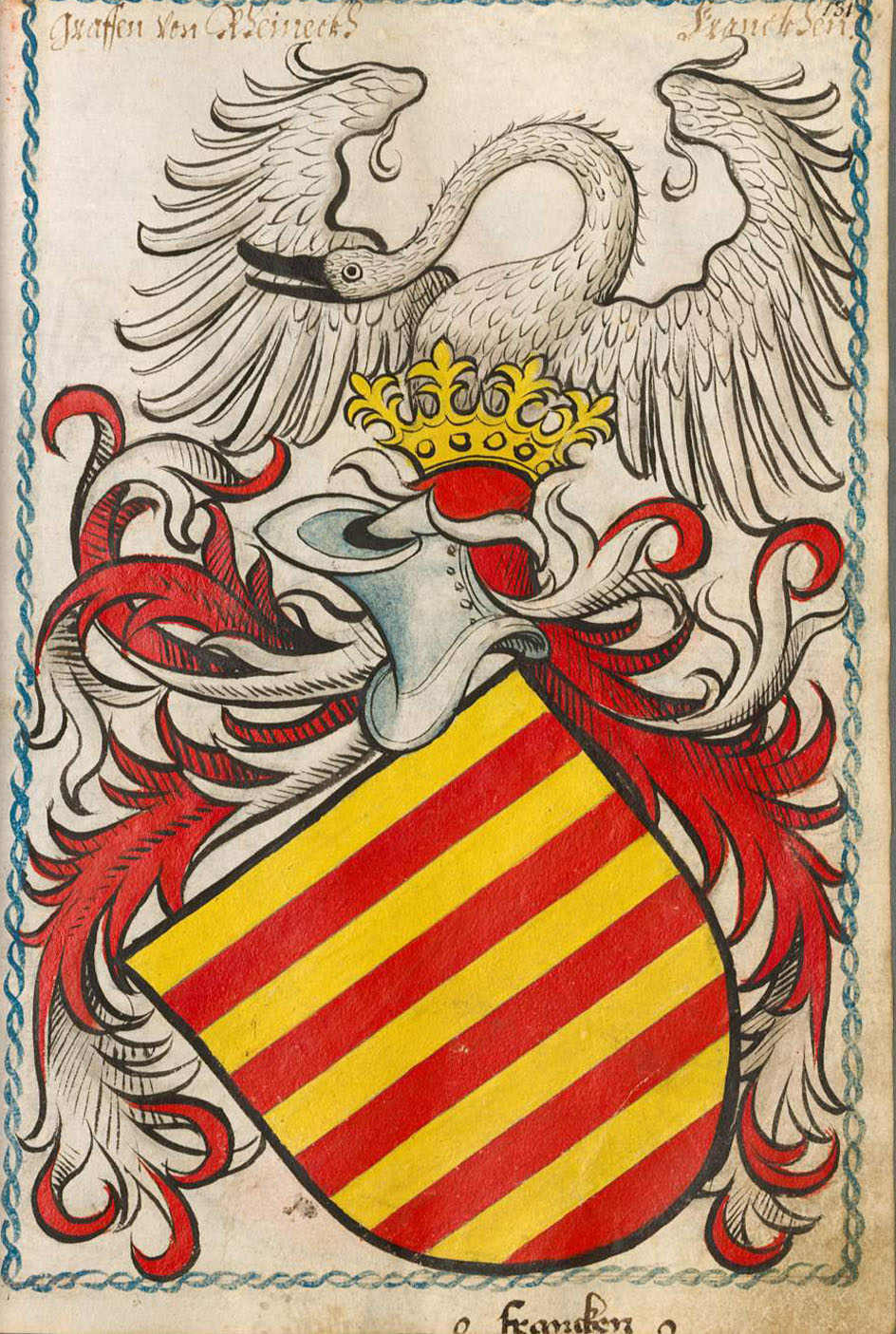
Stemma dei conti di Rieneck

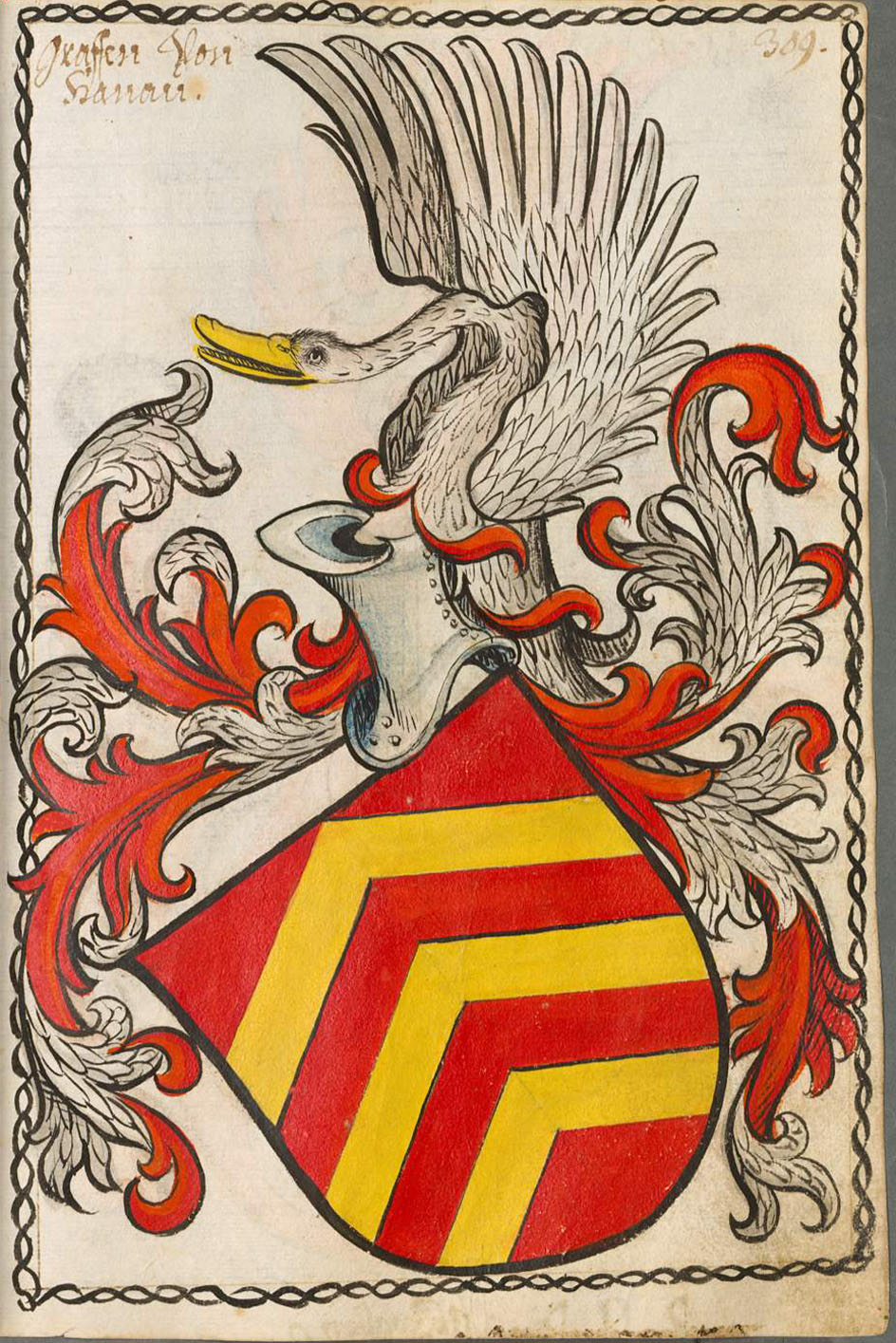
Stemma dei conti di Hanau

Sebbene gran parte del suo regno la visse sotto tutela, Filippo III ebbe rapporti diretti con il proprio team di governo in occasione di alcune questioni rilevanti per l'intero stato come la riforma protestante. Se da una parte sua madre Giuliana di Stolberg era divenuta una fervida protestante e propugnatrice degli ideali puritani del luteranesimo, tale dottrina aveva incontrato la netta opposizione di Baldassarre di Hanau-Munzenberg e del conte Reinhard di Solms-Lich-Hohensolms.
La riforma protestante, ad ogni modo, venne introdotta ma senza che questo rivoluzionasse in maniera violenta l'aspetto religioso del paese, dal momento che il cristianesimo non venne mai ufficialmente abolito e continuò ad essere praticato dai credenti locali. Lo stesso Filippo III, però, iniziò a sostituire i membri del clero cattolico con pastori protestanti, grazie anche all'influenza di Philip Neunheller.

### Un problema di stemmi e di eredità
Un tratto curioso e caratteristico del governo di Filippo III fu la sua amicizia con il conte Filippo III di Rieneck, suo stretto collaboratore nell'opera di riforma. Quando fu chiaro che il conte di Rieneck sarebbe morto senza eredi ed avrebbe lasciato i suoi possedimenti a Filippo III, quest'ultimo ricorse all'Imperatore Carlo V per ufficializzare l'atto. Alla morte di Filippo III di Rieneck il 3 settembre 1559, egli ne ottenne difatti alcuni territori di confine, annettendo anche le sue armi al suo stemma.
Sulle armi delle due famiglie a lungo hanno discusso anche gli storici: è indubbia infatti una certa somiglianza tra i due stemmi il che ha fatto intuire che questa collaborazione e volontà di cessione si sia originata da una comune discendenza delle due famiglie.

### La morte
Il conte Filippo III morì dopo sei mesi di malattia il 14 novembre 1561 e venne sepolto davanti all'altare maggiore della chiesa di Santa Maria di Hanau. Nella parte del coro si trovano ancora due epitaffi destinati a tomba per lui e per la moglie eseguiti in stile rinascimentale dallo scultore tedesco Johann von Trarbach.

## Matrimonio e figli

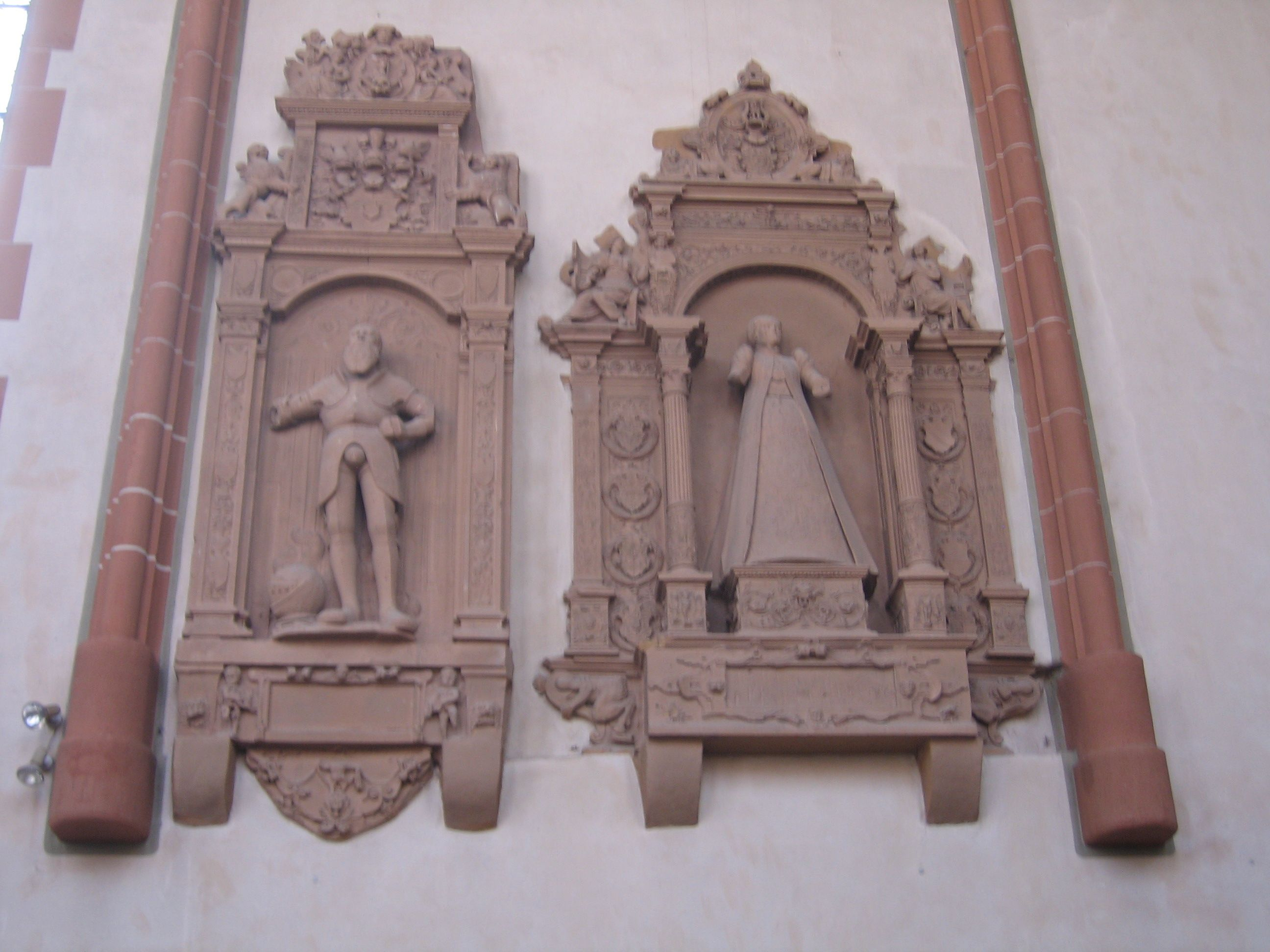
Gli epitaffi di Filippo III e sua moglie nella chiesa di Santa Maria di Hanau

Filippo III, il 22 novembre 1551, sposò Elena del Palatinato-Simmern, dalla quale ebbe cinque figli:
- Filippo Luigi I (1553-1580)
- Dorotea (1556-1638)
- Guglielmo Reinhard (28 settembre 1557, Hanau - 17 febbraio 1558, Hanau), sepolto nel coro della Chiesa di Santa Maria di Hanau
- Giovanni Filippo (6 novembre 1559 - 22 aprile 1560), sepolto nel coro della Santa Maria di Hanau
- Maria (1562-1605), postuma, morta celibe

In loro ricordo, il conte Filippo III e la contessa Elena del Palatinato-Simmern fecero realizzare due epitaffi da porre nella chiesa di Santa Maria di Hanau ove ancora oggi si trovano.